# مهدی میرجلیلی
سید محمد مهدی میرجلیلی (زاده ١۴ تیرماه ١٣٧٨) بازیکن یزدی تیم ملی فوتبال ساحلی ایران استکه در پست دروازه‌بان بازی می‌کند.
او با تیم فوتبال ساحلی یک بار قهرمان مسابقات جام بین قاره ای که در کشور امارات شده‌است.
مهدی میرجلیلی در جام ملت‌های ٢٠٢٣، موفق شد دستکش طلای این مسابقات را از آن خود کند.
میرجلیلی برای تیم فوتبال ساحلی کریلیا در لیگ برتر روسیه بازی می‌کند. او به همراه تیم ملی فوتبال ساحلی در جام جهانی ۲۰۲۴ امارات مقام سوم را کسب کردند. 
. 